# Brethenay
Brethenay és un municipi francès situat al departament de l'Alt Marne i a la regió del Gran Est. L'any 2007 tenia 388 habitants.

## Demografia

### Població
El 2007 la població de fet de Brethenay era de 388 persones. Hi havia 152 famílies de les quals 24 eren unipersonals (12 homes vivint sols i 12 dones vivint soles), 64 parelles sense fills, 52 parelles amb fills i 12 famílies monoparentals amb fills.
La població ha evolucionat segons el següent gràfic:
Habitants censats

### Habitatges
El 2007 hi havia 170 habitatges, 156 eren l'habitatge principal de la família, 3 eren segones residències i 11 estaven desocupats. 169 eren cases i 1 era un apartament. Dels 156 habitatges principals, 142 estaven ocupats pels seus propietaris, 12 estaven llogats i ocupats pels llogaters i 2 estaven cedits a títol gratuït; 5 tenien dues cambres, 10 en tenien tres, 50 en tenien quatre i 92 en tenien cinc o més. 97 habitatges disposaven pel capbaix d'una plaça de pàrquing. A 53 habitatges hi havia un automòbil i a 93 n'hi havia dos o més.

### Piràmide de població
La piràmide de població per edats i sexe el 2009 era:
| Homes | Edats   | Dones |
| ----- | ------- | ----- |
| 0     | 95 o +  | 0     |
| 0     | 90 a 94 | 0     |
| 4     | 85 a 89 | 0     |
| 0     | 80 a 84 | 4     |
| 0     | 75 a 79 | 0     |
| 8     | 70 a 74 | 8     |
| 12    | 65 a 69 | 0     |
| 4     | 60 a 64 | 12    |
| 20    | 55 a 59 | 12    |
| 20    | 50 a 54 | 8     |
| 4     | 45 a 49 | 20    |
| 28    | 40 a 44 | 24    |
| 20    | 35 a 39 | 28    |
| 4     | 30 a 34 | 8     |
| 12    | 25 a 29 | 4     |
| 8     | 20 a 24 | 0     |
| 8     | 15 a 19 | 8     |
| 32    | 10 a 14 | 12    |
| 8     | 5 a 9   | 20    |
| 20    | 0 a 4   | 4     |

## Economia
El 2007 la població en edat de treballar era de 260 persones, 186 eren actives i 74 eren inactives. De les 186 persones actives 175 estaven ocupades (88 homes i 87 dones) i 11 estaven aturades (4 homes i 7 dones). De les 74 persones inactives 45 estaven jubilades, 14 estaven estudiant i 15 estaven classificades com a «altres inactius».

### Ingressos
El 2009 a Brethenay hi havia 154 unitats fiscals que integraven 419,5 persones, la mediana anual d'ingressos fiscals per persona era de 21.412 €.

### Activitats econòmiques
Dels 5 establiments que hi havia el 2007, 1 era d'una empresa extractiva, 1 d'una empresa de fabricació d'altres productes industrials i 3 d'empreses de comerç i reparació d'automòbils.
Els 2 serveis als particulars que hi havia el 2009 eren tallers de reparació d'automòbils i de material agrícola.
L'únic establiment comercial que hi havia el 2009 era una botiga de mobles.
L'any 2000 a Brethenay hi havia 6 explotacions agrícoles.

## Equipaments sanitaris i escolars
El 2009 hi havia una escola maternal integrada dins d'un grup escolar amb les comunes properes formant una escola dispersa.

## Poblacions més properes
El següent diagrama mostra les poblacions més properes.